# Ptolemeu (filho de Seleuco)

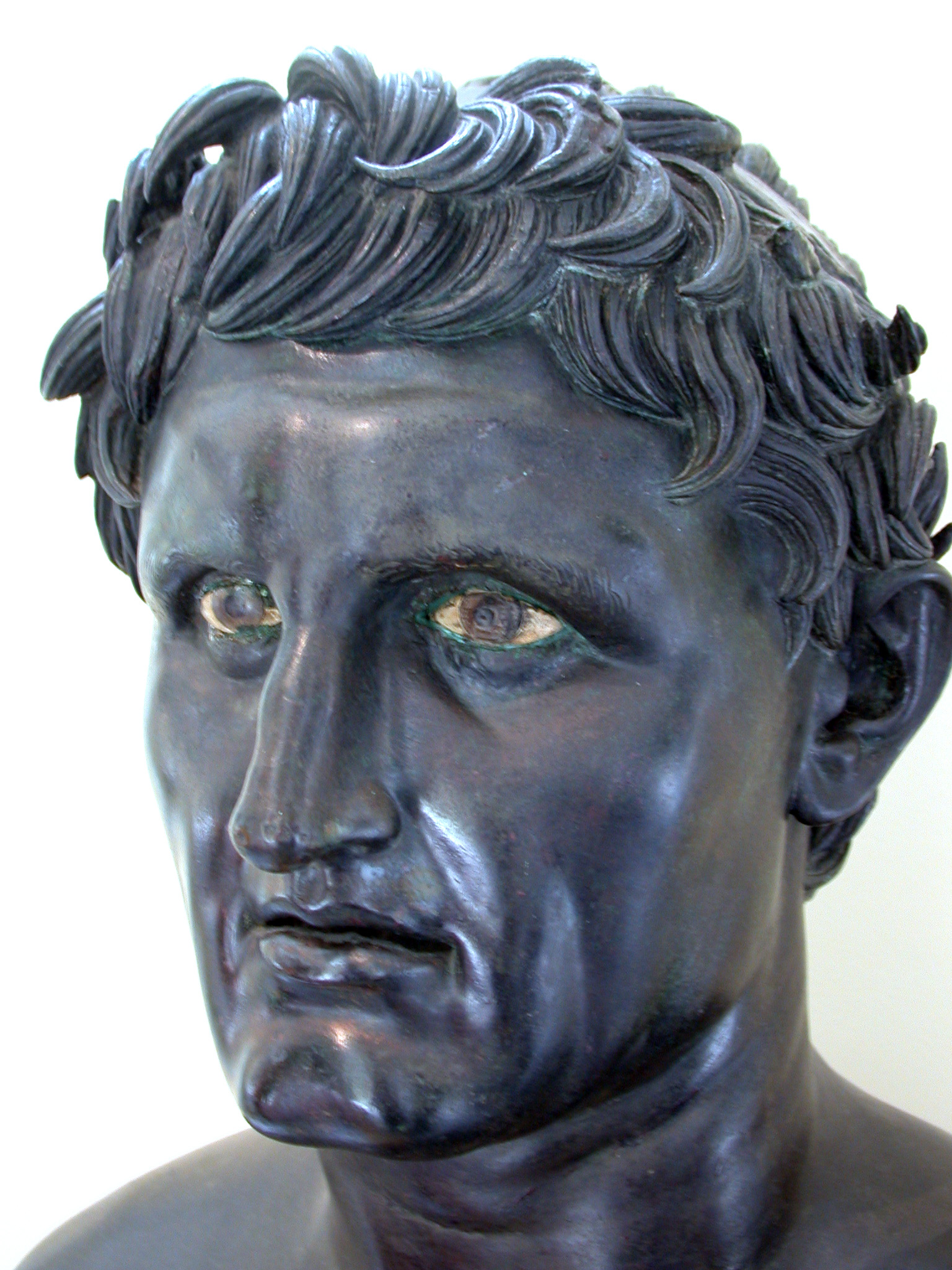
Seleuco I Nicatorus

Ptolomeu (? — 333 a.C.), filho de Seleuco, foi um general de Alexandre, o Grande, e seu guarda-costas.
Alexandre, quando estava na Lícia e Panfília, como alguns de seus oficiais haviam se casado pouco antes do início da expedição, enviou-os de volta à Macedônia para passar o inverno com suas esposas. Os comandantes desta tropa, que também haviam casado recentemente, foram Ptolomeu, filho de Seleuco, Ceno, filho de Polemócrates e Meleagro, filho de Neoptólemo. Outra missão para esta tropa foi trazer trazer todos os cavalos e soldados que pudessem.
Esta tropa se reencontrou com Alexandre em Górdio, e passou a ser formada por 3000 soldados de infantaria macedônia, 300 cavaleiros, 200 cavaleiros trácios e 150 soldados de Eleia, estes sob o comando de Alcias de Eleia.
Ptolomeu tombou na Batalha de Isso, lutando bravamente, junto com outros cento e vinte macedônios. Em seu lugar, como comandante da brigada, Alexandre apontou Poliperconte, filho de Símias.
Segundo alguns autores, Ptolomeu era irmão de Antíoco, o pai de Seleuco I Nicátor.